# Palissade
Pour les articles ayant des titres homophones, voir Palisades et Lapalissade.

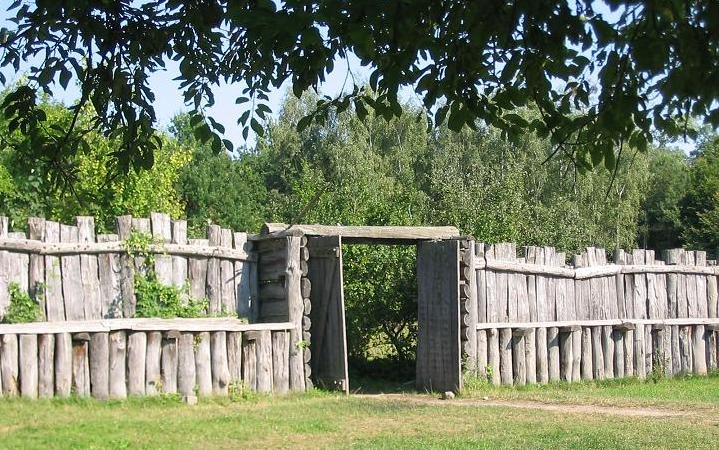
Reconstitution d'une palissade du XIII au village-musée de Düppel.

Une palissade est un ouvrage fait avec des bois refendus « carrément » liés les uns contre les autres, et qui constitue une séparation ou un rempart.

## En jardinage
Anciennement appelées palis, les palissades de jardins sont constituées de treillage isolé, le plus souvent fait avec de gros échalas (morceau de bois de châtaignier, de frêne ou de cœur de chêne, refendu carrément, d'environ un pouce de largeur sur sept lignes d'épaisseur, brut ou plané), liés les uns contre les autres et servant à clore un terrain.

## Palissades défensives

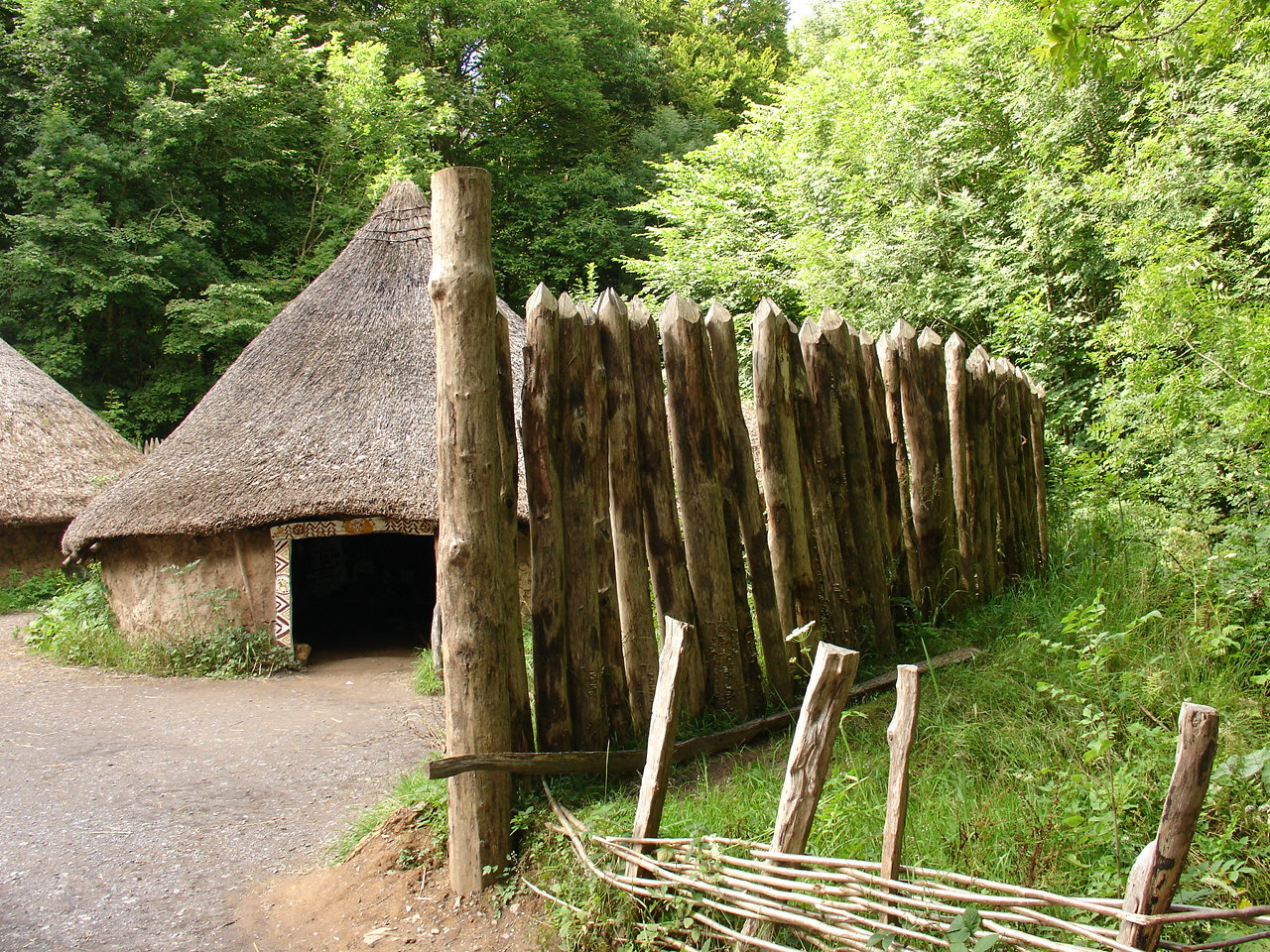
Reconstitution de la palissade d'un village celte.

Une palissade en architecture militaire est une clôture en bois ou en acier de taille variable, utilisée comme ouvrage défensif. 

### Construction typique
La construction typique se compose de troncs d'arbres de petite à moyenne taille, alignés verticalement, sans espacement entre eux. Les troncs sont aiguisés ou taillés en pointe au sommet, enfoncés dans le sol et sont parfois renforcés par d'autres constructions. En tant que structure défensive, les palissades furent souvent  utilisées en conjonction avec des travaux en terre (en).

### Grèce et Rome antiques
Les Grecs et les Romains ont créé des palissades pour protéger leurs camps militaires. L'historien romain Tite-Live décrit la technique grecque comme étant inférieure à celle des Romains pendant la deuxième guerre macédonienne. Les pieux grecs étaient trop grands pour être facilement transportés et étaient trop espacés. Ainsi, il était facile pour les ennemis de les déraciner ou de créer un espace assez grand pour y pénétrer.